# Luca Canfora
Luca Canfora (Napoli, 1972 – Capri, 1º settembre 2023) è stato un costumista italiano in ambito cinematografico, operistico, teatrale e televisivo.

## Biografia
Diplomato all'Istituto statale d'arte Filippo Palizzi di Napoli, si trasferisce a Roma, dove avvia la sua carriera professionale presso la sartoria del Teatro dell'Opera, maturando le prime esperienze nell'ambito del melodramma e del balletto. Fondamentale sarà l'incontro con Danilo Donati, del quale è dapprima assistente in Jerusalem – allestimento firmato da Piergiorgio Gay dell'opera di Verdi – e, successivamente, in Pinocchio, film diretto da Roberto Benigni che rappresenta l'avvio della carriera cinematografica di Canfora.
Successivamente, collabora con Maurizio Millenotti nei film La Passione di Cristo di Mel Gibson (2004) e Nativity di Catherine Hardwicke (2006), lavora con Gabriella Pescucci in Val Helsing di Stephen Sommers (2004), con Milena Canonero, storica costumista di Stanley Kubrick, per Grand Budapest Hotel di Wes Anderson (2014), film premiato con l'Oscar per i migliori costumi. 
Realizza numerosi progetti con Carlo Poggioli, tra cui la miniserie Giasone e gli Argonauti (2000), Ritorno a Cold Mountain di Anthony Minghella (2003), e lavora ai film Miracolo a Sant'Anna di Spike Lee (2008), La leggenda del cacciatore di vampiri di Timur Bekmambetov (2012) e The Raven di James McTeigue (2012).
Nel 2013, con La grande bellezza, avvia una proficua collaborazione decennale con il regista premio Oscar Paolo Sorrentino, con cui collabora per i cortometraggi The Dream (2014) e Piccole Avventure Romane, i film Youth - La giovinezza (2015) e Loro (2018) e le miniserie televisive The Young Pope e The New Pope, collaborando ancora con Poggioli. Forte dell'esperienza maturata con le due miniserie di Sorrentino, nel 2019 firma i costumi del film di Netflix I due papi, diretto da Fernando Meirelles, svolgendo un consistente e meticoloso lavoro di ricerca finalizzato al massimo realismo, attraverso la consultazione di un esteso archivio fotografico dell'Osservatore Romano.

## Morte
Il 1º settembre 2023, mentre era impegnato nelle riprese di Parthenope, è stato ritrovato misteriosamente senza vita nelle acque del mare di Capri nello spazio antistante la Grotta dell'Arsenale. La Procura di Napoli ha aperto un'indagine per stabilire le cause del decesso.

## Filmografia

### Cinema
- Pinocchio, regia di Roberto Benigni (2002)
- Ritorno a Cold Mountain (Cold Mountain), regia di Anthony Minghella (2003)
- Van Helsing, regia di Stephen Sommers (2004)
- La passione di Cristo (The Passion of the Christ), regia di Mel Gibson (2004)
- I fratelli Grimm e l'incantevole strega (The Brothers Grimm), regia di Terry Gilliam (2005)
- L'educazione fisica delle fanciulle (The Fine Art of Love), regia di John Irvin (2005)
- Nativity, regia di Catherine Hardwicke (2006)
- Eragon, regia di Stefen Fangmeier (2006)
- Miracolo a Sant'Anna (Miracle at St. Anna), regia di Spike Lee (2008)
- La versione di Barney (Barney's Version), regia di Richard J. Lewis (2010)
- La leggenda del cacciatore di vampiri (Abraham Lincoln: Vampire Hunter), regia di Timur Bekmambetov (2012)
- The Raven, regia di James McTeigue (2012)
- Romeo & Juliet, regia di Carlo Carlei (2013)
- La grande bellezza, regia di Paolo Sorrentino (2013)
- Grand Budapest Hotel (The Grand Budapest Hotel), regia di Wes Anderson (2014)
- Youth - La giovinezza (Youth), regia di Paolo Sorrentino (2015)
- Loro, regia di Paolo Sorrentino (2018)
- I due papi (The Two Popes), regia di Fernando Meirelles (2019)

### Televisione
- Giasone e gli Argonauti (Jason and the Argonauts), regia di Nick Willing – miniserie TV (2001)
- The Young Pope, regia di Paolo Sorrentino – miniserie TV (2016)
- The New Pope, regia di Paolo Sorrentino – miniserie TV (2020)
- Bang Bang Baby – serie TV, 10 episodi (2022)
- Dostoevskij, regia di Damiano e Fabio D'Innocenzo – miniserie TV (2024) [18][19]

## Riconoscimenti
- Nastri d'argento[20]
  - 2017 – Nastro dell'anno per The Young Pope

- Satellite Award
  - 2019 - Candidatura per i migliori costumi per I due papi (The Two Popes)

- Costume Designers Guild Awards
  - 2017 - Candidatura nella categoria Excellence in Contemporary Television per The Young Pope[21]